# Alpenstraße

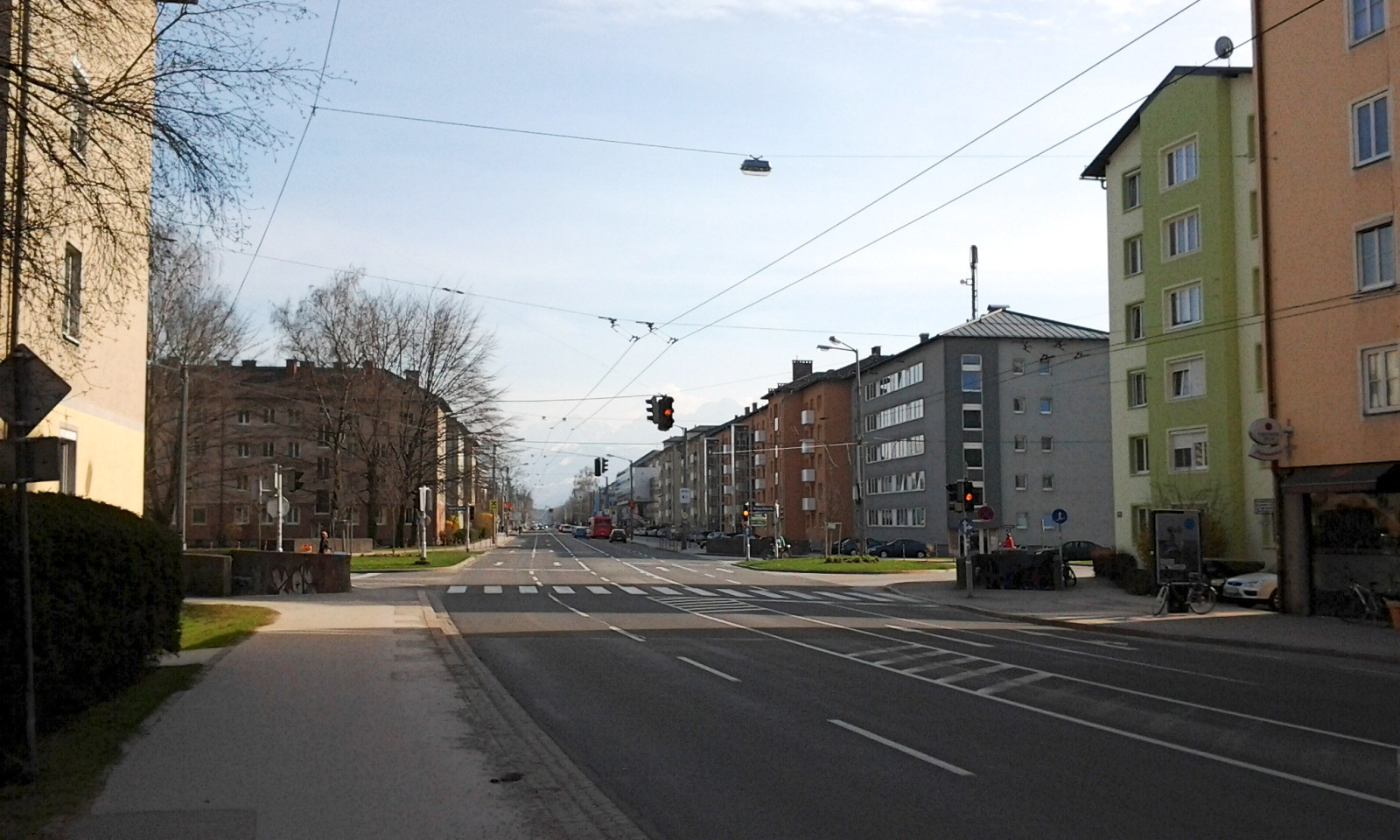
Alpenstraße und Teil der Josefiau-Siedlung

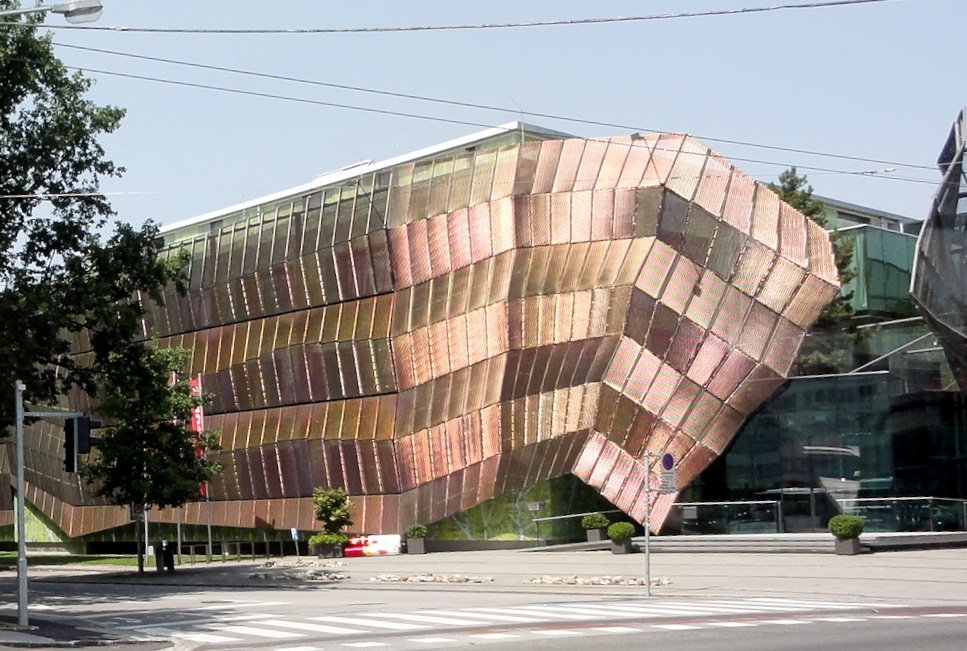
Alpenstraße 70: Bürogebäude der Wüstenrot Bausparkasse

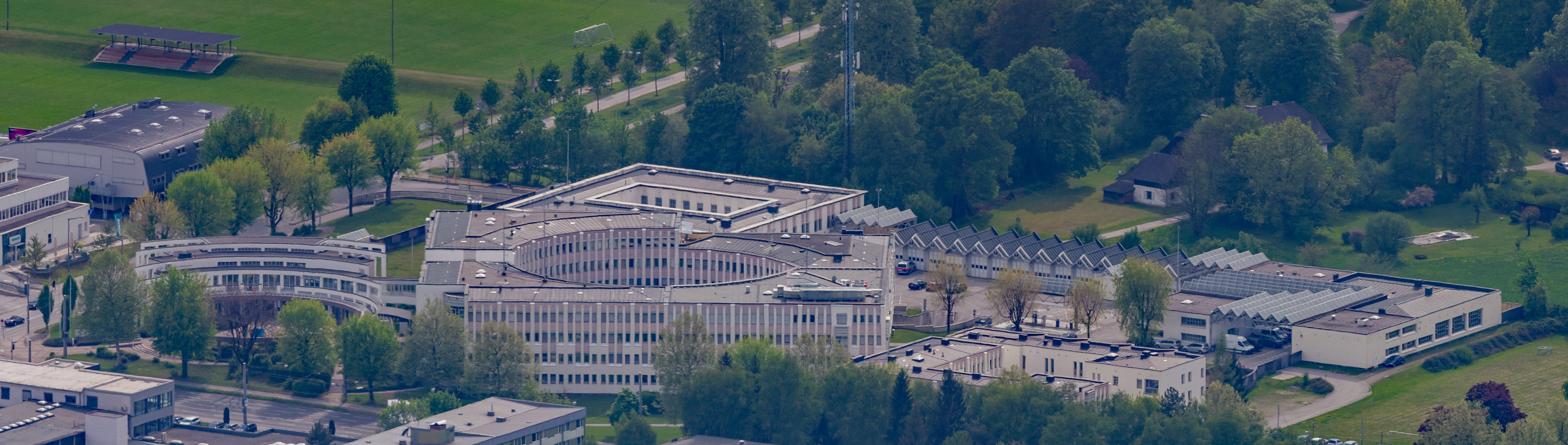
Alpenstraße 90: Bundespolizeidirektion Salzburg

Die Alpenstraße ist eine Ausfallstraße im Süden der österreichischen Stadt Salzburg und ist heute – gemeinsam mit der Moosstraße weiter westlich in der Stadt – die längste innerstädtische Straße der Landeshauptstadt. Sie verbindet, als Teil der B 150 Salzburger Straße die Stadtteile Nonntal und Josefiau und führt außerhalb des Stadtgebiets nach Anif, und, als Teil der B 160 Berchtesgadener Straße nach Grödig, wo sie ihre Fortsetzung in der Straße nach dem bayrischen Berchtesgaden findet.
Die Straße wurde 1936/37 erbaut und hieß ursprünglich Kärntner Reichsstraße. 1939 wurde sie in Deutsche Alpenstraße umbenannt. Sie erhielt ihren Namen deshalb, weil die Alpenstraße in ihrer landschaftlich attraktiven Lage parallel zum historischen Landschaftsraum der Hellbrunner Allee und des gestalteten Landschaftsgartens von Hellbrunn das östliche Ende der Deutschen Alpenstraße bilden sollte. Heute endet diese mit der Roßfeldhöhenringstraße östlich von Berchtesgaden.
Die Alpenstraße in Salzburg wurde ursprünglich als landschaftsgerechte Fernverkehrsstraße angelegt, die den Ortsverkehr entlasten sollte. Heute dient sie als Ausfallstraße und zählt zu den meistbefahrenen Straßen der Stadt.
Die Alpenstraße liegt entlang des neuen südlichen Stadtteiles Salzburg-Süd und ihrer Teile Josefiau, Herrnau und im Süden die Alpensiedlung. Erbaut wurde diese Alpensiedlung in ihren Anfängen an der Stelle des während des Zweiten Weltkriegs als provisorisches militärisches Lager errichteten und nach 1945 als großes Internierungslager genutzten Barackendorfes – des Camps Marcus W. Orr, benannt nach seinem ersten amerikanischen Lagerkommandanten. Das Lager wurde auf Grund der Stationierung der Wach- bzw. Besatzungsmannschaft in der Glasenbacher Rainerkaserne von der Allgemeinheit fälschlicherweise „Lager Glasenbach“ genannt.
Geprägt wird die Alpenstraße heute von Wohnbauten, vor allem aber von vielen Gewerbebauten und Großmärkten. Im Bereich der Alpensiedlung wurde nach 1990 das Shopping Center Alpenstraße (SCA) errichtet. Das nach Erweiterung und Neueröffnung 2015 in Shopping Arena umbenannte Einkaufszentrum erstreckt sich auf beiden Seiten der Straße, wobei deren beide Teile durch eine mit Geschäften und Gastronomiebetrieben ausgestattete Untertunnelung verbunden sind. Entlang der gesamten Straße siedelten sich in den letzten Jahrzehnten für die Stadt wichtige Betriebe an. Als architektonisch interessant gelten vor allem die Hauptgebäude der zur Wüstenrot-Gruppe gehörigen Bausparkasse Wüstenrot AG und der Wüstenrot Versicherungs-AG.
Auf der Alpenstraße verkehren die Obusse der StadtBus-Linien 3 und 8, die Autobusse der Albus-Linie 28 sowie Regionalbusse.
Koordinaten: 47° 46′ 45,6″ N, 13° 4′ 4,6″ O